# El día antes de la revolución
El día antes de la revolución es un cuento escrito por Ursula K. Le Guin y ganador del premio Nébula al mejor relato corto.
Publicada originalmente en 1974 en la revista Galaxy Science Fiction, la historia sigue al personaje Odo, la mujer que lidera la revolución que fundó la sociedad anarquista que aparece en la novela Los desposeídos. La historia ha formado parte de antologías y ha sido reimpreso varias veces, incluyendo el segundo volumen de las series Pamela Sargent's Women of Wonder (1975).
El día antes de la revolución ganó el premio Nébula en 1974, el premio Locus, y fue nominada para el premio Hugo categoría cuento en 1975.